# Доходный дом Российского общества застрахования капиталов и доходов
Доходный дом Российского общества застрахования капиталов и доходов — здание в Москве. Доходный дом был построен в 1904—1905 годах по проекту архитектора В. В. Шауба и, предположительно, А. В. Петрова. Дом имеет сразу три адреса: Милютинский переулок, 11; Сретенский переулок, 4 и Малая Лубянка, 16.

## История
В 1898 году Российское общество застрахования капиталов и доходов «Жизнь» приобрело участок земли под строительство. В 1904—1905 годах на этом участке по проекту петербургского архитектора Василия Шауба был выстроен огромный доходный дом с двором-колодцем. Изначально дом имел четыре этажа, позднее были надстроены ещё два. Композиция фасадов достаточно упрощена, в то время как первоначальный проект предполагал сооружение угловых башен с куполами и фигурного аттика по центру.
До революции в доходном доме располагались меблированные комнаты «Страсбург». В 1919 году в доме разместилось Российское телеграфное агентство (РОСТА). На одном из верхних этажей в угловой квартире размещалась рекламно-художественная мастерская «Окна РОСТА». Там над изготовлением агитационных плакатов работали Владимир Маяковский и Михаил Черемных. В 1922 году Российское телеграфное агентство переехало в другое здание.
В 1928 году сотрудники ОГПУ пришли арестовывать живших в этом доме начальника Управления связи Народного комиссариата путей сообщения Карла Никифоровича Чеховского и его сына Вадима Карловича Чеховского. По случайности они обнаружили в подвале дома законспирированную лабораторию ордена розенкрейцеров «Эмеш редививус», а также документы, оккультные книги, аппаратуру, химические реактивы. Главами ордена являлись прокуратор В. К. Чеховский и командор Е. К. Тегер. Впоследствии все члены ордена были арестованы.
В этом доме жил лётчик Г. А. Баевский.